# Jonny Mosquera
Jonny Ferney Mosquera Mena (Medellín, 17 febbraio 1991) è un calciatore colombiano, centrocampista del Cariari Pococí.

## Carriera

### Club
Dopo aver giocato nella massima serie del suo paese, con la maglia dell'Envigado, il 29 agosto 2013 viene ingaggiato dalla società italiana del Livorno.
Il 18 gennaio 2014 debutta in Serie A nella trasferta contro la Roma, finita 3-0 per i giallorossi.

### Nazionale
Nel 2011 viene convocato nell'Under-20 per prendere parte al campionato mondiale di calcio Under-20: nella competizione Mosquera scende in campo una volta nella vitorria per 1-0 sulla Corea del Sud.